# 條紋異型蠍鿳

條紋異型蝎鿳（學名：Atypichthys strigatus）也作條紋異型蝎舵魚，為輻鰭魚綱鱸形目鱸亞目舵魚科的其中一種，分布於澳洲東南部海域，體呈橢圓形，尾鰭叉形，魚鰭為黃色，體色以銀白色為底，頭部及體上半部具數條黑色縱帶條紋，體長可達25公分，棲息在珊瑚礁區，成群活動，偶爾會出現在港口或河口，生活習性不明。